# Правдива історія (мінісеріал)
«Правдива історія» (англ. True Story) — американський драмедійний мінісеріал (7 епізодів), прем'єра якого відбулася 24 листопада 2021 року на Netflix. Проєкт знятий режисером Стівеном Вільямсом, у ролях: Кевін Гарт, Веслі Снайпс, Тоуні Ньюсом, Вільям Кетлетт, Пол Адельштейн, Еш Сантос, Джон Алес, Кріс Діамантополос, Лорен Лондон, Біллі Зейн та інші актори.

## Сюжет
Головний герой на прізвисько Малюк (в іншому перекладі — Кід, актор Кевін Гарт) утомлений славою та увагою фанатів, за допомогою брата-ресторатора (Веслі Снайпс) він намагається позбутися шкідливих звичок та розпочати нове життя. Якось Малюк опиняється на вечірці, де потрапляє в дуже проблемну ситуацію.

## Список епізодів
| № серії | Назва серії                                                               | Режисер(и)       | Сценарист(и)                       | Оригінальна дата виходу | Код серії |
| ------- | ------------------------------------------------------------------------- | ---------------- | ---------------------------------- | ----------------------- | --------- |
| 1       | «Глава 1. Король комедії» «Chapter 1: The King of Comedy»                 | Стівен Вільямс   | Ерік Ньюман                        | 24 листопада 2021       |           |
| 2       | «Глава 2. Сервіс по-грецьки» «Chapter 2: Greek Takeout»                   | Стівен Вільямс   | Гледіс Родрігез                    | 24 листопада 2021       |           |
| 3       | «Глава 3. Коло пошани» «Chapter 3: Victory Lap»                           | Стівен Вільямс   | Гленда Л. Річардсон, Метью Келлард | 24 листопада 2021       |           |
| 4       | «Глава 4. Нам судилося бути разом» «Chapter 4: We Should Be Together Too» | Ганель Кюлпеппер | Девон Шепард, Кемерон Літвак       | 24 листопада 2021       |           |
| 5       | «Глава 5. Без образ» «Chapter 5: Hard Feelings»                           | Ганель Кюлпеппер | Янейка Джеймс, Яшейка Джеймс       | 24 листопада 2021       |           |
| 6       | «Глава 6. Усе заради сім’ї» «Chapter 6: The Things You Do for Family»     | Ганель Кюлпеппер | Девон Шепард                       | 24 листопада 2021       |           |
| 7       | «Глава 7. Як Каїн і Авель» «Chapter 7: ...Like Cain Did Abel»             | Ганель Кюлпеппер | Кемерон Літвак                     | 24 листопада 2021       |           |

## У ролях
| Актор              | Роль                          |
| ------------------ | ----------------------------- |
| Кевін Гарт         | Малюк (комік-початківець)     |
| Веслі Снайпс       | Карлтон (старший брат Малюка) |
| Тоні Ньюсом        | Біллі                         |
| Пол Адельштейн     | Тодд                          |
| Вілл Кетлетт       | Гершель                       |
| Кріс Діамантопулос | Саввас                        |
| Біллі Зейн         | Арі                           |
| Лорен Лондон       | Моніка                        |
| Еш Сантос          | Дафна                         |
| Джон Алес          | Нікос                         |
| Тео Россі          | Джина (шалена фанатка Малюка) |